# 爱德华·诺德曼
爱德华·博列斯拉沃维奇·诺德曼，（俄语：Эдуард Болеславович Нордман，1922年2月23日—2006年3月13日），白俄罗斯人，国家安全少将军衔，苏联克格勃人物。曾任共青团布列斯特州平斯克市委第一书记；白共平斯克市委第一书记；白俄罗斯苏维埃社会主义共和国克格勃第四局局长；明斯克州克格勃局长；苏联克格勃第二局副主任；乌兹别克苏维埃社会主义共和国克格勃主席等职务。

## 生平
- 1922年2月25日出生于戈梅利州列奇察的一个职工家庭。1930年父亲去世后被送往孤儿院长大。
- 1937年-1939年，当地技术学校学习，兼职装卸工。
- 1939年-1940年，当地技术学校教师。
- 1940年-1941年6月，共青团布列斯特州平斯克区、捷列哈内区委部门负责人。1940年加入联共（布）。
- 1941年6月-1944年3月，瓦西里·科尔日游击队二等兵、情报部门负责人、支队助理政委、共青团莫洛托夫游击旅助理政委。期间，1941年7月-1944年3月，共青团平斯克区地下区委书记。1944年3月，随游击队与苏军回合，转移至后方。
- 1944年3月-10月，共青团平斯克市委第一书记。
- 1944年10月-1946年10月，白共（布）平斯克市委第一书记助理。
- 1946年10月-1948年10月，白共（布）中央党校学习。
- 1948年10月-1950年，白共（布）布列斯特州平斯克区委第一书记兼区委组织部长。
- 1950年-1955年9月，白共布列斯特州捷列哈内区委第一书记。
- 1955年9月-1958年9月，苏共中央高级党校学习。
- 1958年9月-1960年8月，白俄罗斯苏维埃社会主义共和国克格勃第四局局长。
- 1960年8月-1963年，明斯克州克格勃主席。
- 1965年5月-1968年7月，苏联克格勃第二总局第一处副处长。
- 1968年7月-1974年10月，斯塔罗夫波尔边疆区克格勃主席。
- 1974年10月-1978年3月，乌兹别克苏维埃社会主义共和国克格勃主席。
- 1978年10月-1983年9月，克格勃协调和联络专员办公室协调联络组驻东德埃尔福特国家安全局高级联络官。1983年9月转为预备役。
- 1983年9月-1991年12月，苏联国家对外旅游委员会副主席，世界旅游组织执行委员会成员。
- 1992年起退休。他积极从事退伍军人运动，当选为苏联退伍军人委员会委员，苏联战争和劳工退伍军人委员会成员，并担任平斯克市退伍军人委员会名誉主席。
- 2006年6月13日于莫斯科逝世，享年84岁。葬于特罗耶库罗夫公墓。

诺德曼是苏共25大代表；第9届乌兹别克苏维埃社会主义共和国最高苏维埃代表。

## 军衔
- 少校（1958）
- 中校（1960）
- 上校（1967）
- 少将（1969）

## 荣誉
苏联：
- 十月革命勋章（1977）
- 两次红旗勋章（1942年11月13日[3]）
- 两次一级卫国战争勋章（1947,1985）[4]
- 1941-1945年伟大卫国战争战胜德国奖章
- 荣誉国家安全官奖章（1957）

波兰：
- 四级军事十字勋章